# 498 av. J.-C.
Cette page concerne l'année 498 av. J.-C. du calendrier julien proleptique.

## Événements
- Printemps, Révolte de l'Ionie : 
  - Prise et incendie de Sardes par les Ioniens[1]. Après avoir ramené en Thrace les Péoniens, transplantés en Asie par les Perses, les Ioniens, dirigés par Charopinos, frère d'Aristagoras et renforcés par Athènes et Érétrie, s’emparent de Sardes. Ils mettent le feu à la ville, et l’incendie du temple de Kybèlè suscite l’hostilité des Lydiens et irrite le roi Perse contre Athènes. Les Ioniens sont ensuite vaincus à leur retour par le satrape perse Artapherne devant Éphèse, qui se soumet. Ils regagnent leurs cités respectives, ainsi que les Athéniens et Erétriens.
  - Kaunos et la Carie, puis Byzance et l’Hellespont, se révoltent aussi[2]. Enfin, Chypre se rallie aux Ioniens grâce notamment à Onésilos, qui détrône son frère Gorgos, favorable aux Perses, à Salamine[3].

- 12 septembre : à Rome, consulat de Quintus Cloelius Siculus, Titus Larcius Flavus (ou Rufus) II[4].

- Assassinat de Cléandros, tyran de Gela, en Sicile. Son frère Hippocratès lui succède (fin en 491 av. J.-C.)[5]. Il soumet les Sicules et s’empare des cités chalcidiennes de Léontinoi, Catane, Naxos et Zancle. Il obtient Camarine de Syracuse, qu’il avait battue. Syracuse est prise en écharpe.

- Alexandre Ier devient roi de Macédoine (fin en 454 av. J.-C.) ; il mène une politique favorable à l’Hellénisme[6].

- La dixième Pythique, première grande ode de Pindare, fils d’un aristocrate thébain[7].

## Naissances
- Hippodamos, architecte grec (mort en 408 av. J.-C.).

## Décès en -498
- Amyntas Ier, roi de Macédoine.